# Charles d'Angoulême (1573-1650)
Pour les articles homonymes, voir Charles d'Angoulême et Charles de Valois (homonymie).
Titre
Duc d'Angoulême
11 janvier 1619 – 24 septembre 1650
(31 ans, 8 mois et 13 jours)
Charles de Valois-Angoulême, duc d'Angoulême (Château du Fayet, 28 avril 1573 - Paris, 24 septembre 1650) était le fils naturel du roi Charles IX et de sa maîtresse Marie Touchet. Il devint le favori de son oncle, le roi Henri III.
Il fut comte d'Auvergne, puis duc d'Angoulême, comte de Ponthieu, pair de France, prieur de la langue de France.

## Biographie

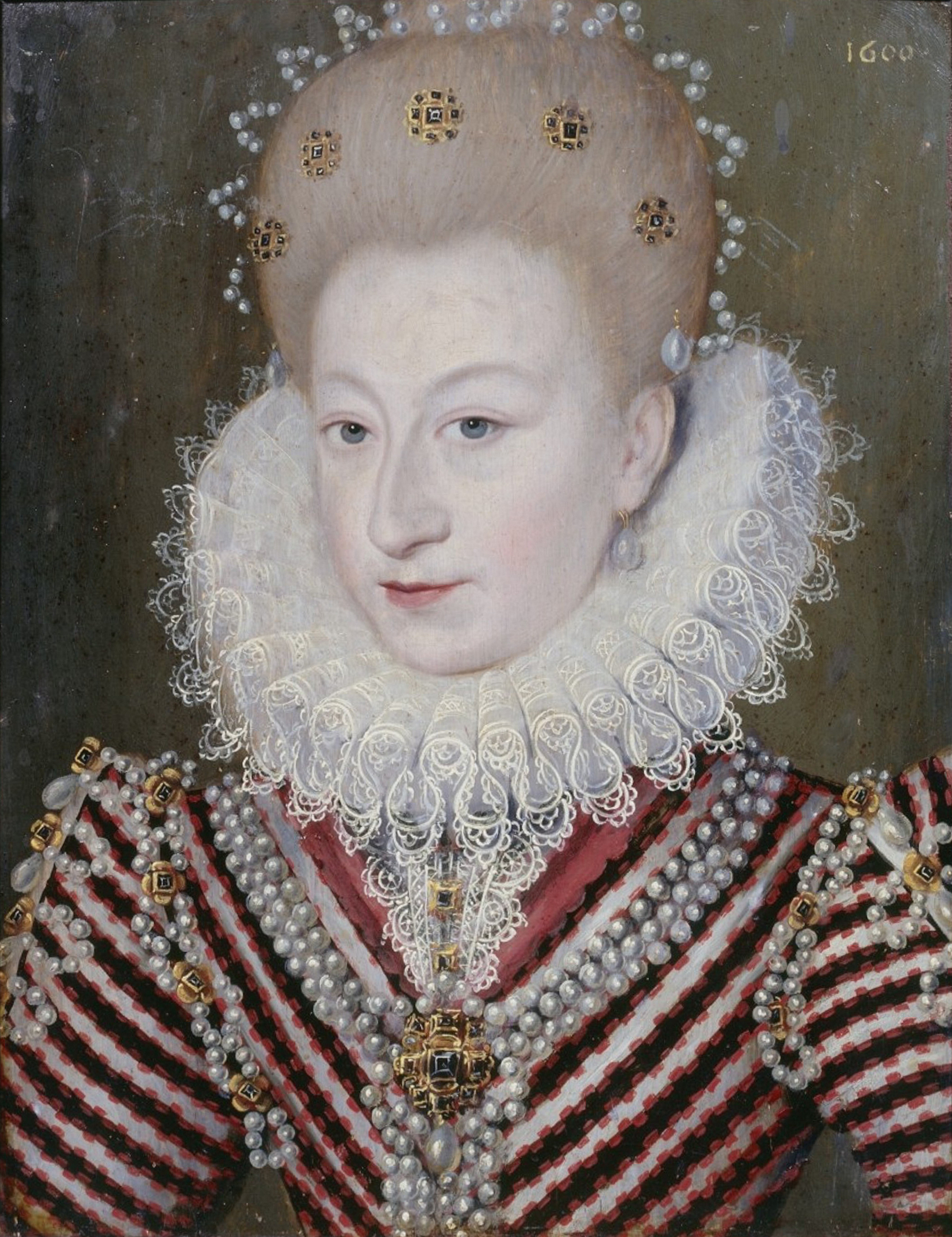
Catherine de Balzac d'Entragues, fille de Marie Touchet et favorite d'Henri IV.

Il est le fils du roi Charles IX et de sa maîtresse Marie Touchet. Il naît au château du Fayet dans le Dauphiné le 28 avril 1573.
Il grandit à la cour de France où il jouit des faveurs de son oncle Henri III, qui confie son éducation à Jean Bertaut. En 1584, il est pourvu en commende de l'abbaye de Saint-Benoît-sur-Loire et en 1586, il devient également abbé commendataire de La Chaise-Dieu. Le 3 juin 1589, il hérite, de sa grand-mère Catherine de Médicis, le comté d'Auvergne. Il est également titré comte de Clermont, de Lauragais, de Carcassonne, et d'Alais.
Il accompagne le roi, son oncle, Henri III au siège de Paris et assiste au château de Saint-Cloud, le 2 août 1589, à l'agonie de celui-ci. Il fut l'un des premiers seigneurs à reconnaître le nouveau roi Henri IV. La même année en 1589, il est nommé prieur de la langue de France, responsabilité qu'il abandonne pour pouvoir se marier avec Charlotte de Montmorency, comtesse de Fleix, le 5 mai 1591.
Il se signale à la bataille d'Arques, fait preuve de courage à celle d'Ivry et se trouve, avec d'autres, « désespéré de n'avoir esté au combat » car arrivé trop tard sur le champ de bataille de Fontaine-Française.
Charles est entraîné en 1604 dans une conspiration contre Henri IV montée par sa demi-sœur, Catherine d'Entragues, maîtresse du roi, qui avait conçu du ressentiment envers ce dernier après une promesse de mariage non tenue. Elle voulait faire reconnaitre les droits au trône de son fils aîné, Gaston-Henri, né avant le Dauphin. Il est emprisonné à la Bastille le 2 novembre 1604. Le 1er février 1605, il est condamné par arrêt du parlement à avoir la tête tranchée mais sa peine est commuée en prison perpétuelle par le roi Henri IV.

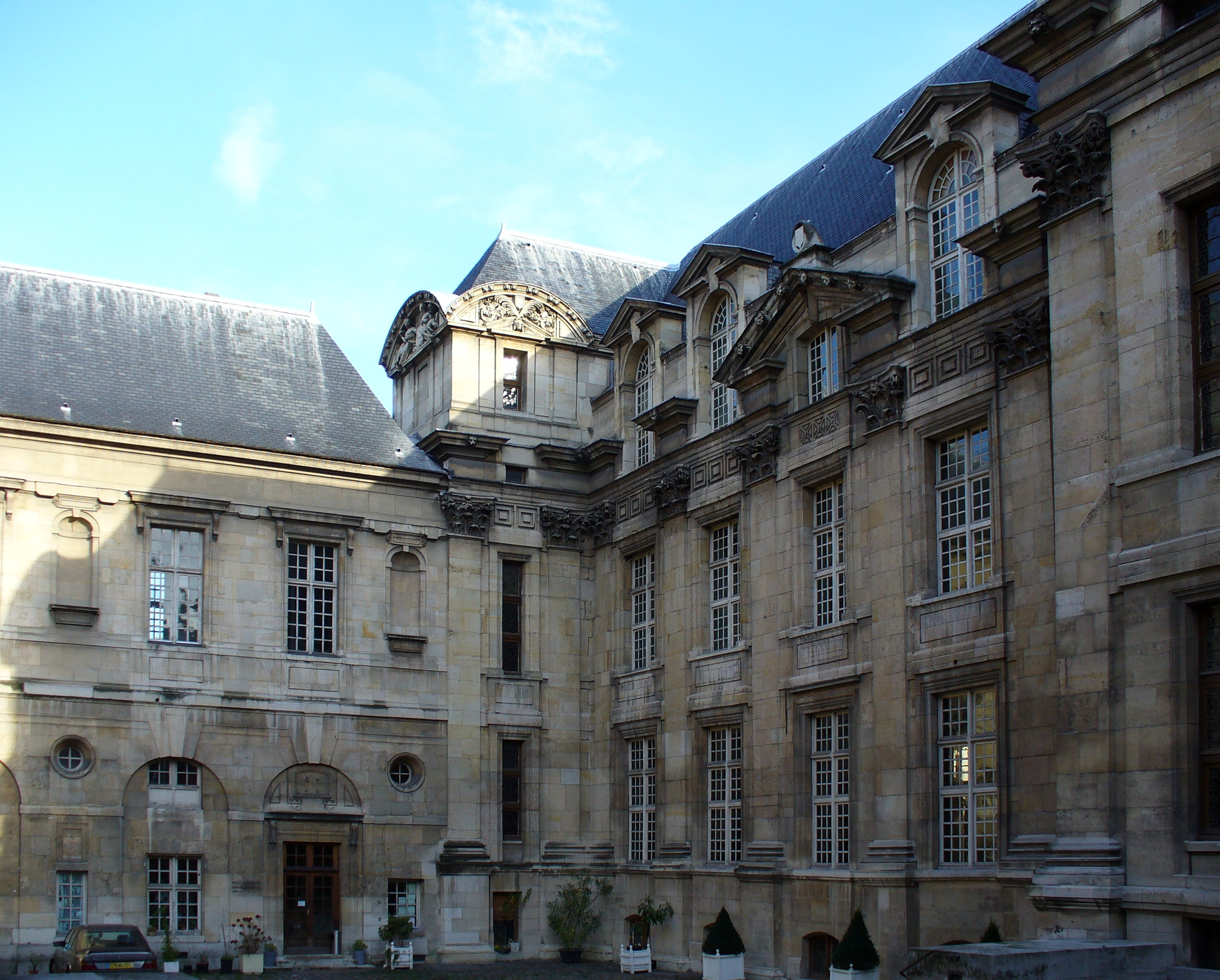
L'hôtel d'Angoulême à Paris.

Il recouvre la liberté le 26 juin 1616 grâce à la régente Marie de Médicis, mère du jeune Louis XIII.
Dès le commencement de l'année 1617, il gagne le Maine pour en assurer la soumission au roi. Parti de Paris, le 26 janvier, il est au Mans le 11 février. C'est là que, le 14 février 1617, il se fait recevoir le serment de fidélité au roi des habitants de Laval.
Il combat vaillamment en Languedoc, en Allemagne en Lorraine et en Flandre. En 1619, à la mort de sa tante Diane de France, il hérite d'elle le duché d'Angoulême et son hôtel particulier, l'hôtel d'Angoulême Lamoignon et y vit jusqu'en 1650. Il devient également comte de Ponthieu et seigneur de Cognac en janvier 1619.
Entre 1619 et 1637, il est colonel général de la cavalerie légère de France et est présent au siège de Clairac et au siège de Montauban. En 1623, il achète le château de Grosbois à Nicolas de Harlay, sieur de Sancy, qui l'avait fait construire en 1597. Il est général de l'armée durant le siège de la Rochelle.

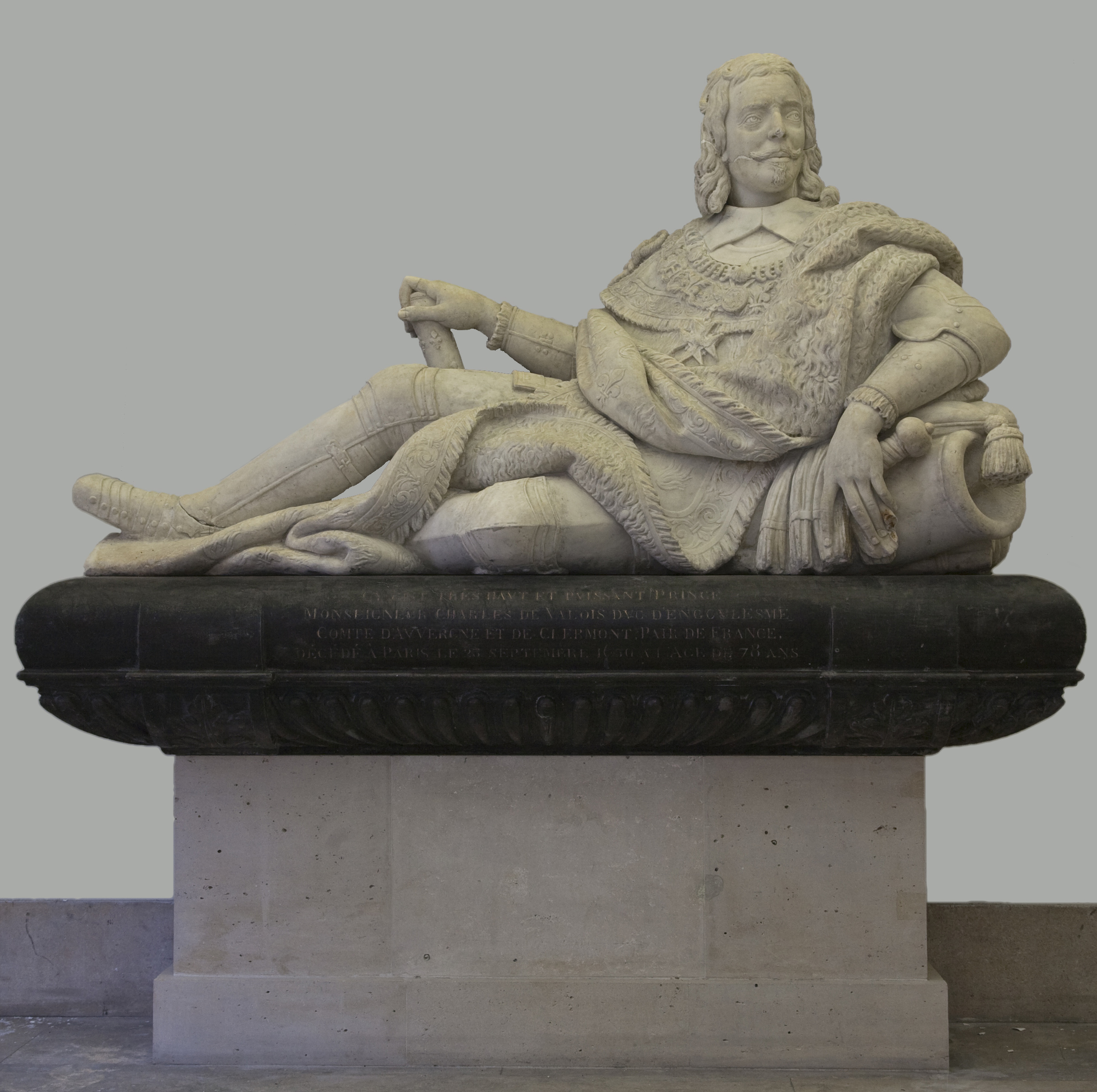
Statue de Charles d'Angoulême

On représente traditionnellement le duc d'Angoulême comme un homme brave, aimable, spirituel, d'humeur joyeuse, mais intrigant, brouillon, dépensier, sans scrupules pour les questions financières. Les Historiettes de Gédéon Tallemant des Réaux content de nombreuses anecdotes à son sujet.

## Famille
Marié en premières noces par contrat à Pézenas (aujourd'hui dans le département de l'Hérault) le 5 mai 1591 à Charlotte de Montmorency, comtesse de Fleix (fille d'Henri Ier de Montmorency et d'Antoinette de La Marck), qui lui donne trois enfants :
- Henri d'Angoulême, comte de Lauraguais (1596 à Clermont - 8 janvier 1668 à Montigny-Lencoup). Il fut déshérité en 1609 et enfermé près de 50 ans pour cause de démence ;
- Louis-Emmanuel d'Angoulême (1596 à Clermont-en-Auvergne - 13 novembre 1653 à Paris), frère jumeau du précédent[2], duc d'Angoulême, comte d'Auvergne et d'Alais. Postérité de sa femme Marie-Henriette de La Guiche de Chaumont, fille de Philibert et veuve de Jacques de Goyon-Matignon-Thorigny († 1626) ;
- François d'Angoulême (1598 - 19 septembre 1622), comte d'Alais, baron de Coucy et de Folembray. Il épouse le 26 février 1622 Louise Henriette de La Châtre, fille de Louis de La Châtre, baron de La Maisonfort et maréchal de France.

Charlotte meurt en 1636.
D'une liaison avec Isabelle Élisabeth de Crécy (1600-1644), Charles a deux filles :
- Marie de Valois ou d'Angoulême, légitimée en février 1634. Elle épouse en premières noces Daniel d'Hazeville, et en secondes noces, Davis Dade ;
- Anne de Valois ou d'Angoulême, religieuse le 18 mai 1638 à l'abbaye Notre-Dame de Morienval.

Il épouse en secondes noces le 25 février 1644 en l'église de Boissy-Saint-Léger, dans le Val-de-Marne, Françoise de Nargonne, née en 1621, morte à 92 ans en 1713 (fille de Charles de Nargonne, baron de Mareuil-en-Brie, gouverneur de la Tour de Bouc, et de Léonore de La Rivière ; elle meurt donc 139 ans après son beau-père Charles IX) ; il n'y a pas de postérité de cette union.
À sa mort, il est inhumé en l'église des Minimes, à Paris. On conserve de lui des Mémoires sur les règnes de Henri III et Henri IV, Paris, 1662. Son gisant se trouve actuellement dans un pavillon moderne édifié dans la cour de l'Hôtel d'Angoulême Lamoignon. Cet hôtel abrite la Bibliothèque historique de la ville de Paris.

## Dans la fiction
Il est le centre d'une conspiration qui veut le mettre sur le trône  dans le "Capitan".

Michel Zevaco : 
- Les Pardaillan :
  - L'épopée d'amour
  - La Fausta
  - Fausta vaincue
  - La fin de Pardaillan
  - La fin de Fausta

- Le Capitan